# 廖新浩
廖新浩（1961年2月—），男，中国天体力学和行星物理学家，中国科学院上海天文台研究员、原副台长，曾任中国天文学会副理事长。